# یوری مدیروس
یوری خوزه پیکانسو مدیروس (به پرتغالی: Iuri José Picanço Medeiros؛ زادهٔ ۱۰ ژوئیهٔ ۱۹۹۴) که عموماً با نام یوری مدیروس شناخته می‌شود بازیکن فوتبال اهل پرتغال است که در پست وینگر برای باشگاه براگا بازی می‌کند.
او در لیگ برتر پرتغال بیش از ۱۰۰ بازی و ۳۰ گل برای اسپورتینگ سی‌پی و براگا و همچنین قرضی به اروکا، موریرنز و بوآویشتا به دست آورد. او همچنین دوره‌های کوتاهی را در ایتالیا، لهستان و آلمان سپری کرد و با براگا برنده مسابقه جام حذفی فوتبال پرتغال ۲۱–۲۰۲۰ شد.
مدیروس برای تیم‌های جوانان پرتغال ۵۶ بازی و شش گل به ثمر رسانده‌است.

## دوران ملی
مدیروس در دو دوره مسابقات قهرمانی زیر ۲۱ سال اروپا با پرتغال شرکت کرد. در سال ۲۰۱۵، او چهار بازی به عنوان یار جایگزین در نایب قهرمانی بازی کرد.
مدیروس همچنین توسط روی خورخه مربی تیم المپیک پرتغال برای بازی دوستانه مقابل مکزیک در ۲۸ مارس ۲۰۱۶ انتخاب شد. او ماه‌ها بعد برای تیم نهایی مسابقات المپیک ریو نادیده گرفته شد.